# Bastle house

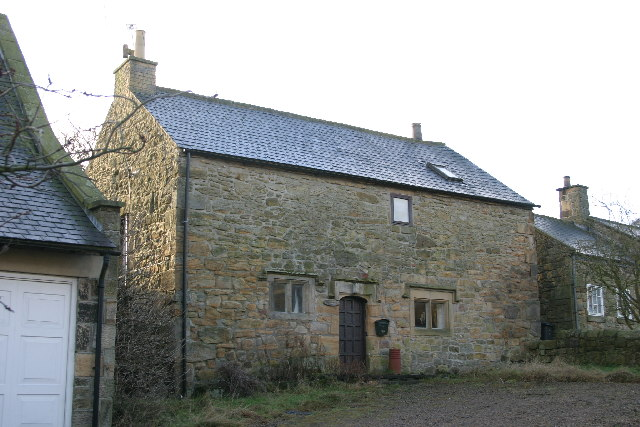
Rebellion House, Ponteland - Erhalten

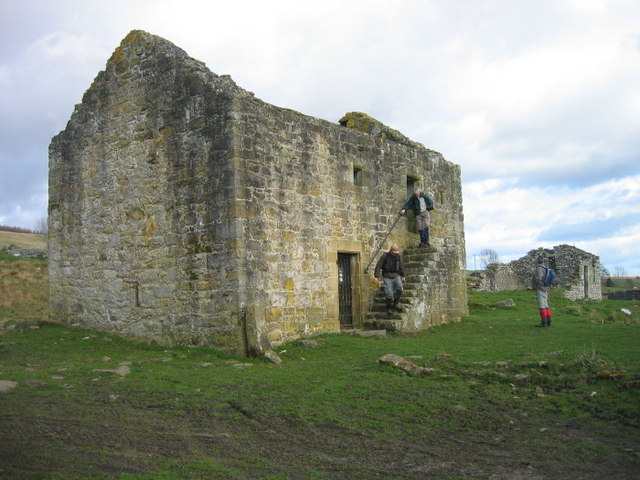
Black Middens, Bellingham - Ruine

Bastle houses (auch bastel oder bastille) nennt man eine besondere Konstruktionsart von Gebäuden. Sie stellen befestigte Bauernhöfe dar, die durch verschiedene bauliche Maßnahmen zum Schutz vor Überfällen charakterisiert werden. Man findet sie hauptsächlich zu beiden Seiten entlang der englisch-schottischen Grenze in Gegenden, die in früheren Zeiten unter Überfällen der Border Reivers zu leiden hatten.
Der Name leitet sich vom französischen Wort „bastille“ ab.

## Beschreibung
Ein typisches Bastle house ist zwei Stockwerke hoch und besitzt bis zu einem Meter dicke Wände. Das Erdgeschoss diente sowohl als Lagerraum für Nahrungsmittel als auch als Stall für die wertvollsten Tiere. Die Decke war als steinernes Gewölbe geformt oder aus dicken Balken hergestellt und besaß keinen Durchgang in den darüber liegenden ersten Stock. Die Wohn- und Schlafräume der Familie befanden sich in dieser ersten Etage, sie waren nur über eine außen angestellte Leiter zu erreichen. Diese wurde zum Schutz vor Überfällen nachts hereingeholt. Die Dächer waren mit Schiefer oder anderen Bruchsteinen gedeckt, Schießscharten dienten meist als Fenster und zur Belüftung. 
Bastle houses waren zudem oft noch mit einer niedrigen steinernen Ringmauer umgeben, deren Innenraum nachts als Gatter für das weniger wertvolle Vieh genutzt wurde.
Trotz ihres Aussehens waren sie keine reinen Befestigungsanlagen, sondern dienten einer Familie als Wohn- und Lebensmittelpunkt. Dies und ihre robuste Bauweise haben die Bastle houses bis heute überdauern lassen, auch wenn viele dieser Gebäude entweder nur noch als Ruine existieren oder im Lauf der Zeit umgebaut wurden.
Schöne erhaltene Beispiele dieses Gebäudetyps, an denen man auch die charakteristischen Merkmale sieht, sind Thropton, The Pele Hole Bastle, Woodhouses Bastle und Black Middens Bastle.